# آنا اودین استروم
آنا اودین استروم (انگلیسی: Anna Odine Strøm؛ زادهٔ ۱۷ آوریل ۱۹۹۸) اسکی‌باز پرش اهل نروژ است.

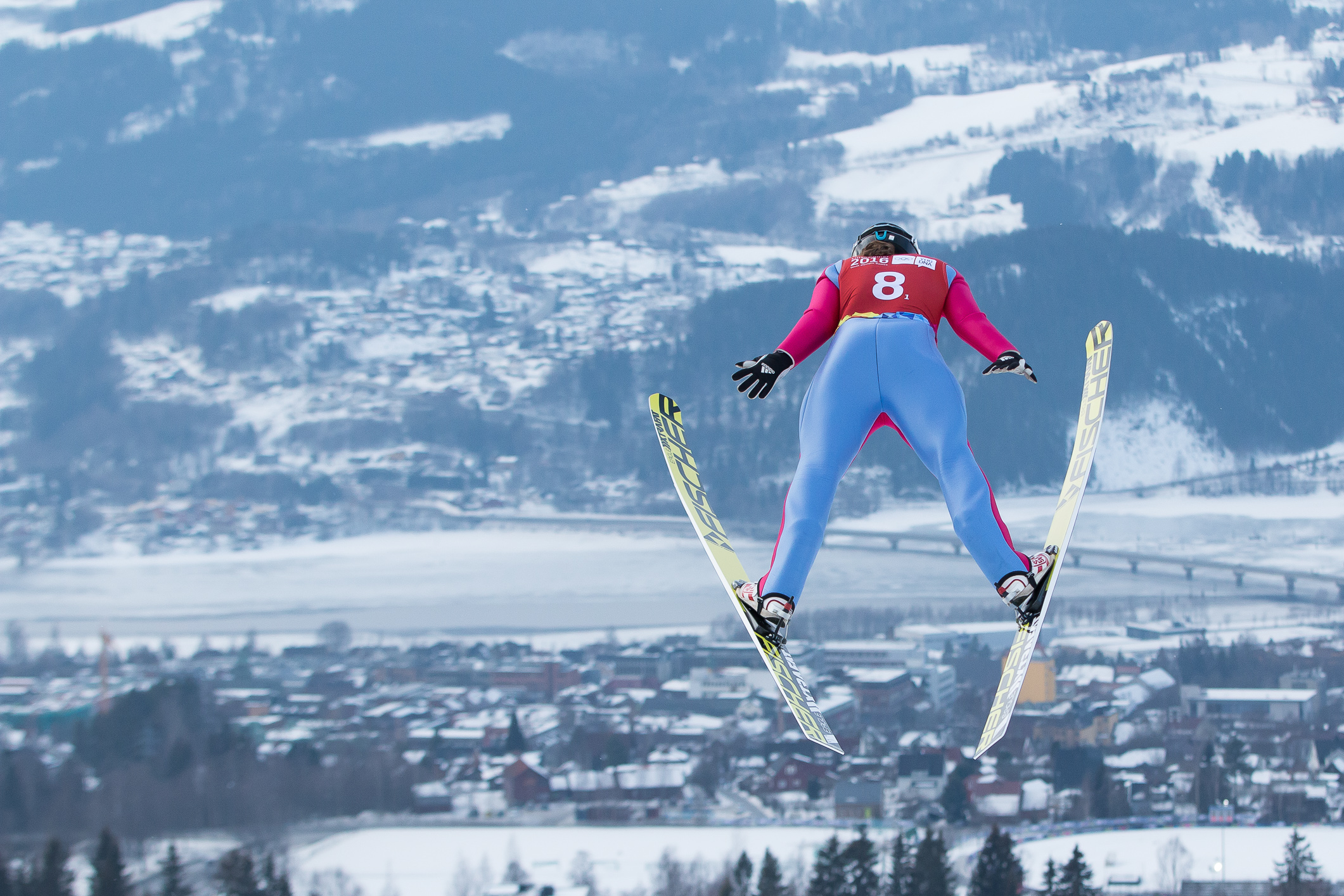
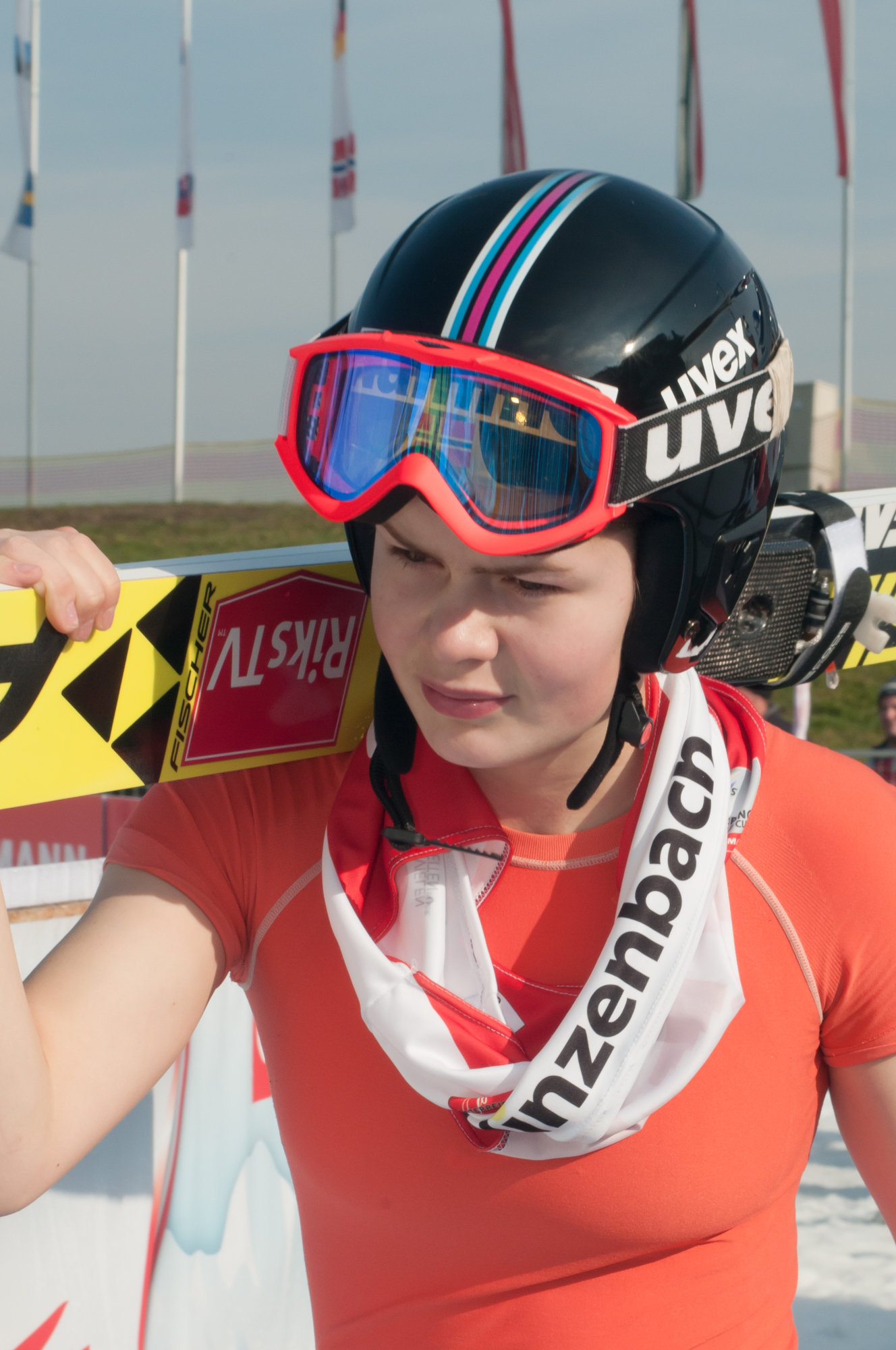
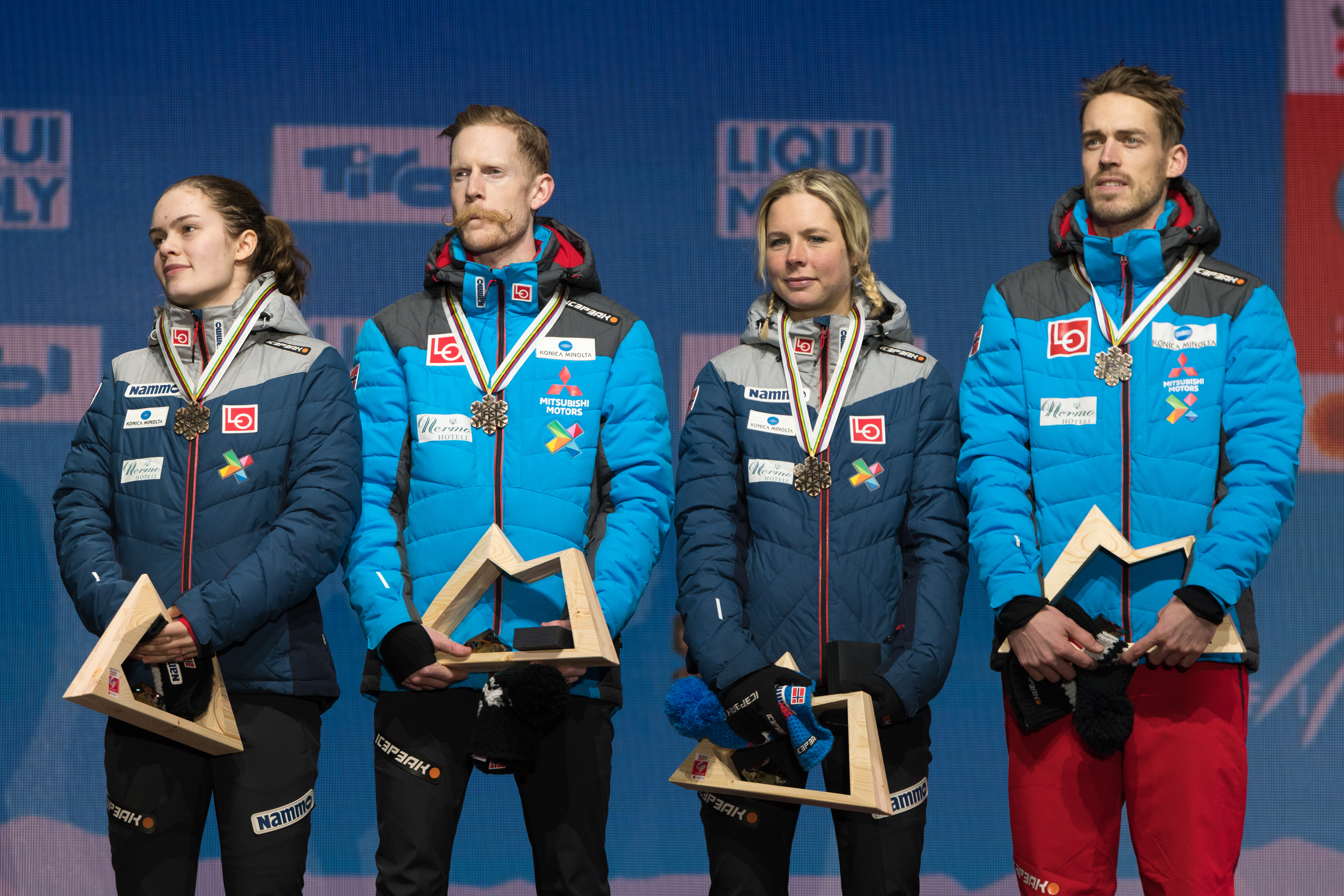